# バタ県
バタ県は、14の県のうちの1つである。国土の中央に位置し、面積は88,800km2、人口は288,458人（1993年）。県都はアティ。現在のバタ州とほぼ同一地域である。